# Oskar Reisinger
Oskar Reisinger (* 24. April 1908 in Zell am See; † 22. November 1985 in Köln) war ein österreichischer Komponist, Arrangeur und Hörfunkredakteur.

## Leben
Oskar Reisinger erhielt seine erste musikalische Ausbildung ab 1920 als Sängerknabe am Salzburger Dom. Er studierte in Wien und am Anton-Bruckner-Konservatorium in Linz Musik. Später arbeitete er als freischaffender Komponist in Berlin, bevor er in den Jahren 1939–1945 als Soldat eingezogen wurde. 1948 wurde er Programmgestalter beim damaligen NWDR in Köln und leitete von 1951 bis 1974 die Abteilung „Unterhaltende Musik“ beim WDR. Er kreierte mehrere musikalische Hörfunkreihen und gestaltete sie bis zu seiner Pensionierung selbst. 1973 wurde der Vorwurf laut, dass Reisinger an einem Netzwerk zur Schlager-Manipulation beteiligt war. Reisinger starb 1985 und wurde auf dem Salzburger Kommunalfriedhof begraben.
Als Komponist schuf er – teilweise unter dem Pseudonym „Wenzel Hesky“ – Operetten, Werke der gehobenen Unterhaltungsmusik und Schlager, die u. a. von Peter Alexander, Willy Schneider und Gitte Haenning gesungen wurden. Außerdem schuf er über 400 Arrangements von Werken anderer Komponisten.

## Werke (Auswahl)
- 3 Operetten
- Derby, Intermezzo für großes Orchester (1951)
- Fuchsjagd, Intermezzo für großes Orchester (1952)
- Tingeltangel, Intermezzo für großes Orchester (1953)
- Drei Präludien zu Negro Spirituals für großes Orchester (1953)
- Musikanten-Walzer für kleines Orchester (1954)
- Besuch aus Wien, Konzert für großes Orchester (1957)
- Onkel Donald, Groteske (1957)
- Penny-Polka (1958)
- Wiegenlied für ein Pony, Intermezzo für kleines Orchester (1959)
- Die Cousine aus Madrid, spanischer Walzer (1961)
- Ständchen eines Schüchternen für Klavier